# 黑川紀章
黑川紀章（日语：／ Kurokawa Kisho，1934年4月8日—2007年10月12日），男，日本建築師。京都大學畢業。

## 生平
黑川紀章於愛知縣海部郡蟹江町出生。
1953年（昭和28年）東海高校畢業、1957年（昭和32年）京都大學工學部建築學科畢業。並在東京大學大學院工學研究科建築學攻讀碩士課程，於丹下健三研究室學習。
就讀東京大学時期，黑川紀章設立「株式会社黒川紀章建築都市設計事務所」。1964年（昭和39年），黑川紀章於東京大学大学院工学系研究科建築学専攻博士課程退学。
黑川紀章與槙文彥、磯崎新、谷口吉生都是丹下健三門生。1959年（昭和34年），與淺田孝、大高正人、槙文彥、菊竹清訓、粟津潔、榮久庵憲司、川添登等人提倡建築理論代謝運動。
2007年（平成19年）出馬參選4月的東京都知事選舉及7月29日參議院選舉，但皆未當選。同年10月12日午前8時42分，黑川紀章於東京女子醫科大学醫院去世。

## 身后
葬於東京青山梅窗院、戒名至聖院範空功道居士。

## 家庭
妻子若尾文子。

## 代表作

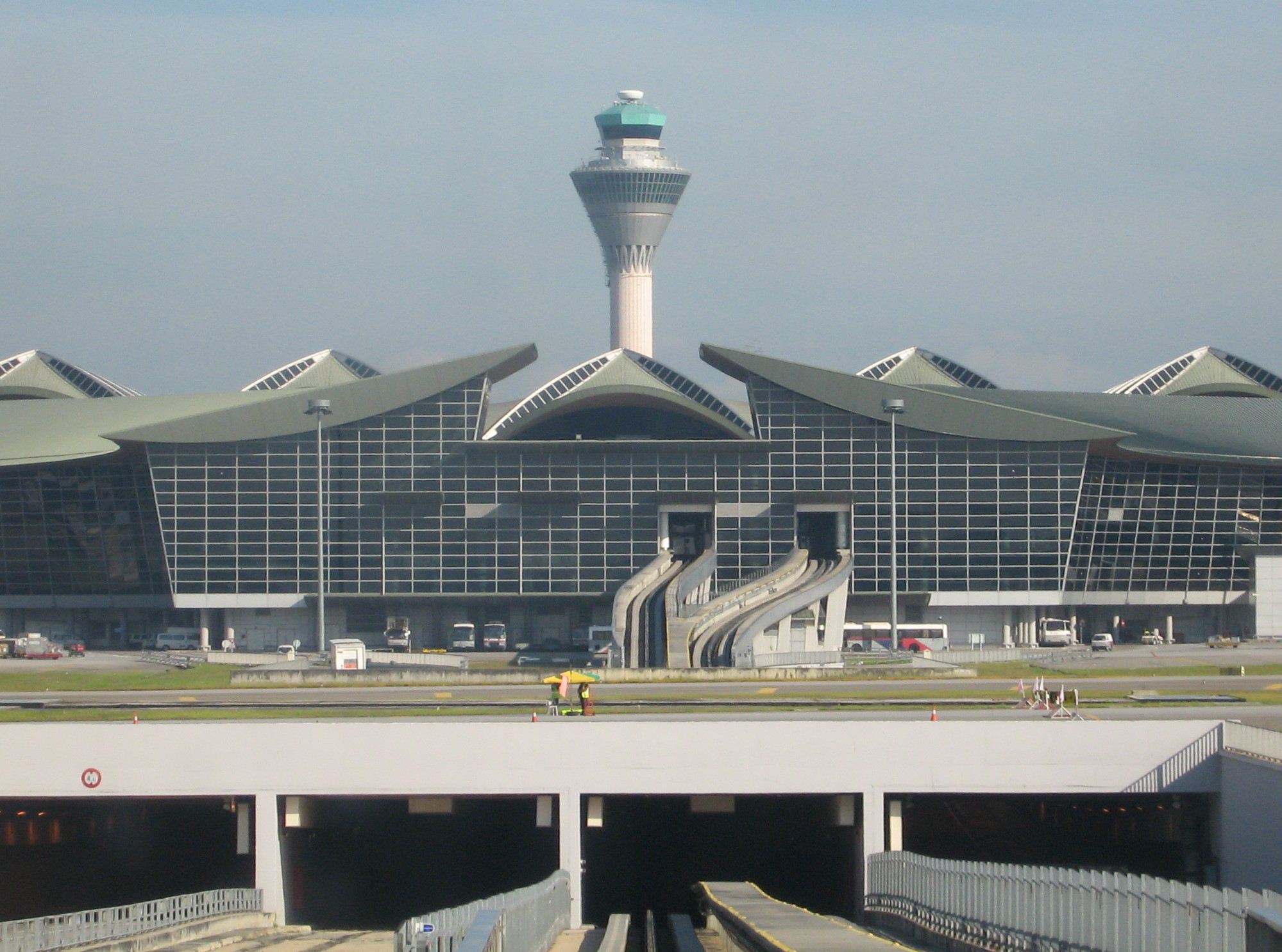
吉隆坡國際機場，是马来西亚最主要的国际机场之一和规模最大的机场，也是全球最繁忙机场之一

- 中国国际青年交流中心
- 郑东新区
- 中銀膠囊塔
- 福岡銀行本店
- 日本紅十字會
- 北陸電力會館 本多之森音樂廳
- 名古屋市美術館
- 吉隆坡國際機場
- 吉隆坡中央車站
- 廣島市現代美術館
- 國立新美術館
- 大阪府立國際會議場
- 豐田體育場
- 大分體育公園綜合競技場
- 阿斯塔納新國際機場
- 十字架體育場
- 板橋大遠百Mega City

## 荣誉与奖励
部分奖项：
- 1965年：高村光太郎奖（造型奖）
- 1978年：每日艺术奖
- 1988年：指挥官级芬兰雄狮勋章
- 1989年：法国藝術與文學勳章
- 2002年：国際都市奖（西班牙）
- 2003年：第1回世界都市奖
- 2006年：文化功勞者
- 2007年：正四位旭日章（追授）

## 外部連結
- 黑川紀章建築都市設計事務所